# Zeria fordi
Zeria fordi är en spindeldjursart som först beskrevs av Hirst 1907.  Zeria fordi ingår i släktet Zeria och familjen Solpugidae. Inga underarter finns listade i Catalogue of Life.